# Chất đen
Chất đen (viết tắt SN cho danh pháp Latin: Substantia nigra, còn có tên là liềm đen) là cấu trúc của gò trên nằm ở trung não, liên quan đến hệ thống phần thưởng (reward system) và chức năng vận động. Sở dĩ gọi là chất đen là do khi quan sát, màu các phần của chất đen có vẻ tối hơn vùng xung quanh, nguyên nhân là do nồng độ neuromelanin cao trong neuron tiết dopamin. Năm 1784, Félix Vicq -'Azyr phát hiện và năm 1791, Samuel Thomas von Sömmerring có đề cập đến cấu trúc này. Bệnh Parkinson được đặc trưng bởi sự chết của các neuron tiết dopamin có trong vùng đặc chất đen.
Mặc dù chất đen trông tựa như một dải liên tục trong thiết đồ não, nhưng các nghiên cứu về giải phẫu đã phát hiện ra rằng chất đen đúng ra là có hai phần với sự kết nối và chức năng rất khác nhau: Vùng đặc chất đen (SNpc) và vùng lưới (SNpr). Cách phân loại này được Sano đề xuất vào năm 1910. Vùng đặc chất đen có nhiệm vụ phân tích, có tính chất như là đầu ra (output) của hạch nền, cung cấp dopamine cho thể vân. Mặc dù vùng lưới có tính chất như đầu vào (input) của hạch nền nhưng lại có thể truyền tín hiệu từ hạch nền đến nhiều cấu trúc não khác.

## Cấu trúc

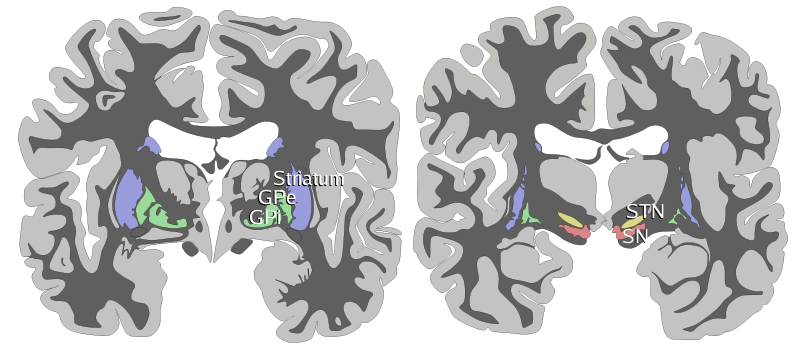
Thiét đồ mặt phẳng đứng ngang của não người bộc lộ hạch nền, cầu nhạt (nhân thấu kinh): phân đoạn ngoài (GPe), nhân dưới nội đồi (STN), cầu nhạt: phân đoạn trong (GPi) và chất đen (SN, được đánh dấu đỏ). Hình bên phải là thiết đồ cắt sâu hơn, tiến về phía sau đầu

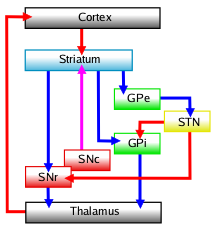
Sơ đồ các thành phần chính của hạch nền và mối liên kết của chúng

Chất đen cùng với bốn nhân khác cấu thành hạch nền. Chất đen là nhân lớn nhất ở trung não, nằm ở phía sau cuống não. Người có hai vùng chất đen ở hai bên đường giữa.
SN được chia thành hai phần: Vùng lưới (pars reticulata, SNpr) ở bên và vùng đặc chất đen (pars compacta, SNpc) nằm giữa. SNpr và cầu nhạt trong (GPi) ngăn cách nhau bằng bao trong (internal capsule).

## Hình ảnh bổ sung

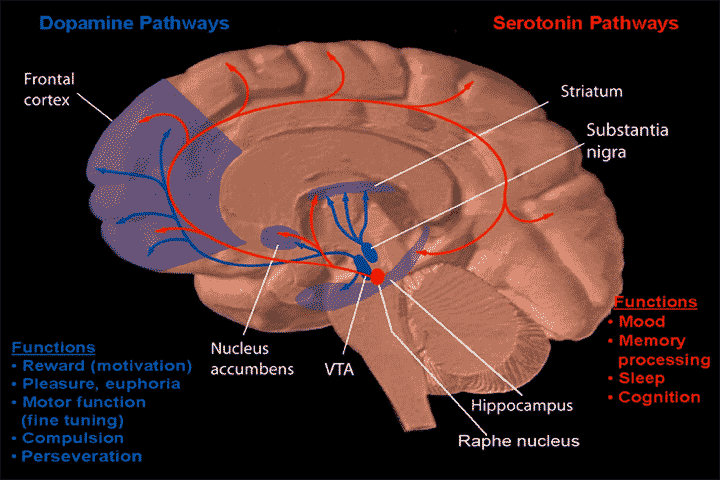
Dopamine và serotonin
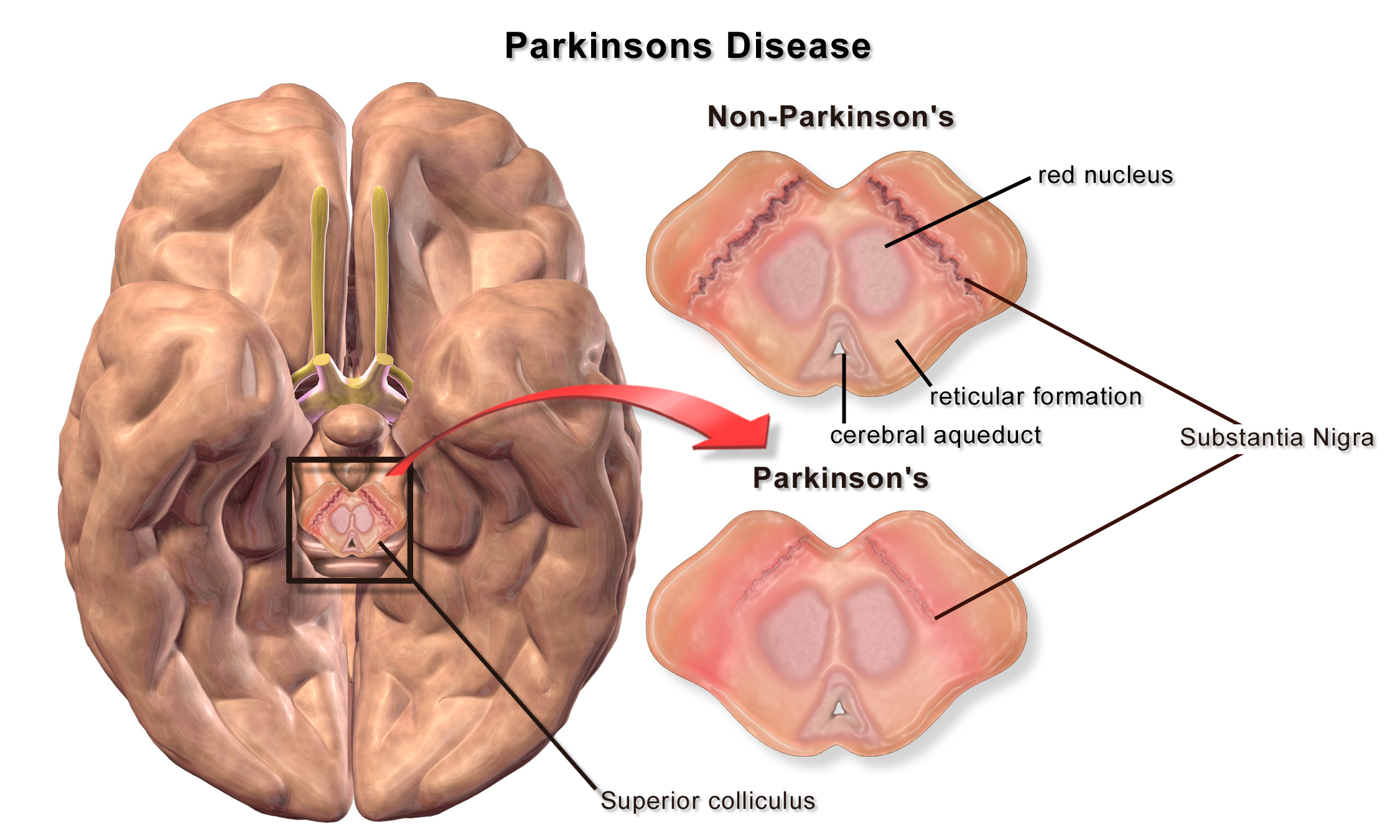
Sự thoái hóa của chất đen liên hệ tới bệnh Parkinson.
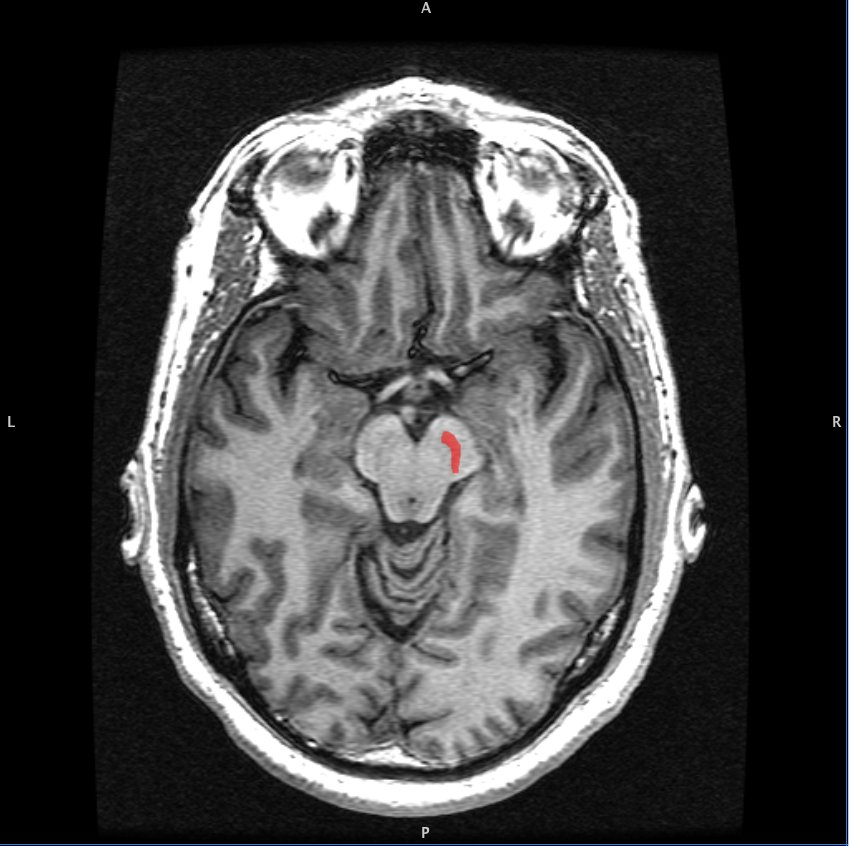
Thiết đồ cắt ngang MRI (T1). Chất đen được đánh dấu màu đỏ
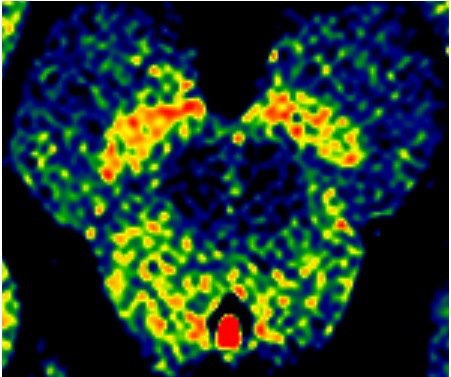
Chụp MRI màu (RGB) nổi bật hắc tố Neuromelanin trên vùng đặc của chất đen
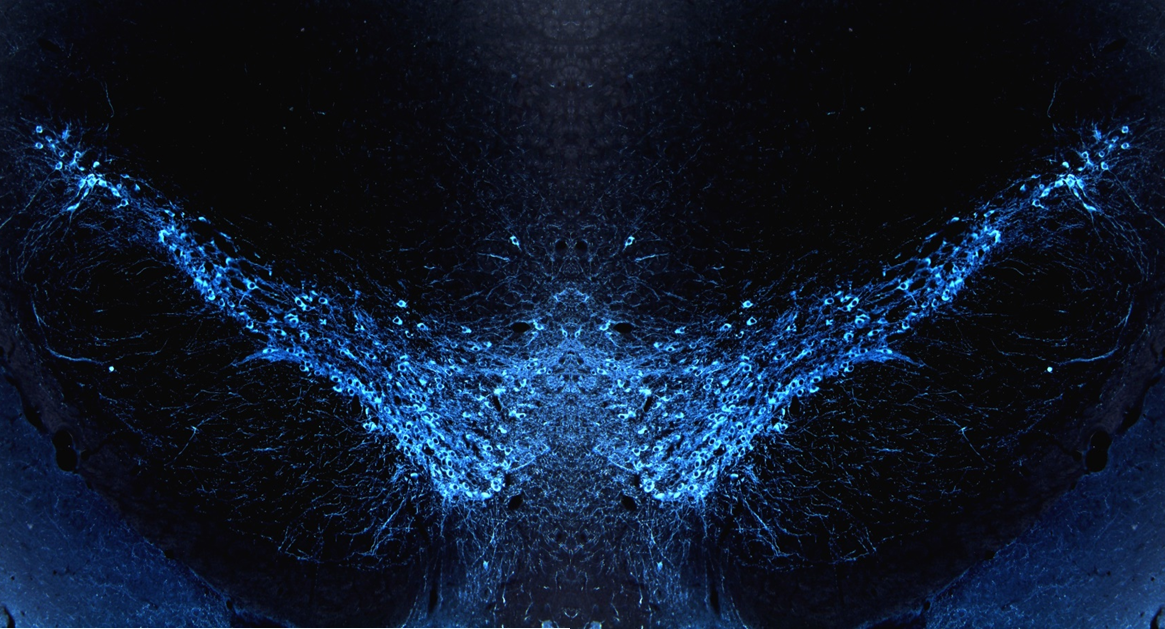
Microfilm